# Городище (Біловодська селищна громада)
Городи́ще — село в Україні, у  Біловодській селищній громаді Старобільського району Луганської області. Населення становить 1777 осіб. До 2017 року орган місцевого самоврядування — Городищенська сільська рада.

## Географія
У селі Балка Великий Яр впадає у річку Деркул.

## Історія
Село постраждало внаслідок геноциду українського народу, вчиненого урядом СССР у 1932—1933 роках, кількість встановлених жертв — 132 людей.
12 вересня 2014 року внаслідок підриву на фугасі автомобіля поблизу села Городище загинув солдат батальйону «Чернігів-2» Вадим Лобода.
24 лютого 2022 року, Збройні сили РФ окупували село.

## Населення
Згідно з переписом УРСР 1989 року чисельність наявного населення села становила 1661 особа, з яких 773 чоловіки та 888 жінок.
За переписом населення України 2001 року в селі мешкало 1765 осіб.

### Мова
Розподіл населення за рідною мовою за даними перепису 2001 року:
| Мова       | Відсоток |
| ---------- | -------- |
| українська | 87,73 %  |
| російська  | 12,10 %  |
| білоруська | 0,11 %   |
| угорська   | 0,06 %   |

## Пам'ятки
Біля села розташований ботанічний заказник загальнодержавного значення «Юницький».

## Також
- Перелік населених пунктів, що постраждали від Голодомору 1932-1933, Луганська область